# 팔체질의학
팔(8)체질 의학(八體質醫學, 영어: Eight-Constitution Medicine)은 사람의 체질을 오장육부의 강약배열에 따라 목양(木陽), 목음(木陰), 수양(水陽), 수음(水陰), 토양(土陽), 토음(土陰), 금양(金陽), 금음(金陰)의 8가지로 구분하는 체질의학론이다. 1965년 10월 24일 대한민국의 한의사 권도원(權度杬, 1921~2022.6.30.)이 일본 도쿄에서 개최된 제1회 국제침구학회(國際鍼灸學會, The International Congress of Acupuncture)에서 최초로 발표하였다. 전통한의학에서는 문진, 설문조사, 침, 약 등의 방법으로 사상체질을 판별한다. 그러나 권도원에 의해 창시된 8체질의 판별은 오직 요골동맥의 맥진을 기본으로 하여 이루어진다. 한 때 ‘이제마의 사상의학과 다르다’거나, ‘이론에 논리적 결함이 있고, 과학적인 근거가 부족하다’는 이유로 정통 한의학계에서 이단시되기도 하였다. 그러나 그가 도쿄에서 최초로 발표한 8체질 의학은 세계 의학계에 큰 반향을 일으켰다. 미국 캘리포니아주(州)는 그에게 환자를 치료할 수 있는 정식 면허를 허가했고, 국내에선 동양의대(경희대 한의과대학의 전신)에서 강의를 요청하였다. 명지대학교는 그에게 명예철학박사 학위를 수여했다.

## 8체질

### 8체질 장기의 강약 배열[6]
| 체질                              | 장기들의 강약배열                                         | 자율신경의 강약배열   |
| 목양체질(木陽體質, Hepatonia)     | 간장(肝)＞신장(腎)＞심장(心)＞췌장(膵)＞폐장(肺)          | 부교감신경 > 교감신경 |
| 목음체질(木陰體質, Cholecystonia) | 담낭(膽)＞소장(小腸)＞위장(胃腸)＞방광(膀胱)＞대장(大腸)  | 부교감신경 > 교감신경 |
| 토양체질(土陽體質, Pancreotonia)  | 췌장(膵)＞심장(心)＞간장(肝)＞폐장(肺)＞신장(腎)          | 부교감신경 > 교감신경 |
| 토음체질(土陰體質, Gastrotonia)   | 위장(胃腸)＞대장(大腸)＞소장(小腸)＞ 담낭(膽)＞방광(膀胱) | 부교감신경 > 교감신경 |
| 금양체질(金陽體質, Pulmotonia)    | 폐장(肺)＞췌장(膵)＞심장(心)＞신장(腎)＞간장(肝)          | 교감신경 > 부교감신경 |
| 금음체질(金陰體質, Colonotonia)   | 대장(大腸)＞방광(膀胱)＞위장(胃腸)＞소장(小腸)＞ 담낭(膽) | 교감신경 > 부교감신경 |
| 수양체질(水陽體質, Renotonia)     | 신장(腎)＞폐장(肺)＞간장(肝)＞심장(心)＞췌장(膵)          | 교감신경 > 부교감신경 |
| 수음체질(水陰體質, Vesicotonia)   | 방광(膀胱)＞ 담낭(膽)＞소장(小腸)＞대장(大腸)＞위장(胃腸) | 교감신경 > 부교감신경 |

8체질의학에서 장기의 강약을 말할 때에, 강하다 함이 건강하다는 의미와 다르게 이해되어야 하고, 약하다 함은 병약하다는 의미와 다르게 이해 되어야 한다. 목양체질의 경우, 간장이 다른 장기들에 비하여 가장 강한 (Superior) 장기이며, 상대적으로 폐장은 다른 장기들에 비해 가장 약한(Inferior) 장기이다. 최강장기와 그에 동조하는 장기들, 그리고 최약장기와 그에 동조하는 장기들의 조화가 8가지 패턴으로 이루어져서 8가지 다른 개성을 나타내게 되는데, 이것이 8체질이다.
사람의 몸에는 내실장기(內實臟器-Solid organ) 5개와 내공장기(內空臟器-Hollow organ) 5개의 모두 10개의 내장이 있는데, 이것들이 나면서부터 그 강약 배열이 다르게 되어 있어 모두 8개의 서로 다른 배열로 나뉜다. 이것이 바로 8체질의 원리이며 장부의 강약은 장부의 대소와도 직결되는 것이다. 사상의학과 장부의 배열을 다루는 이론은 비슷한 듯 하지만, 8체질의학에서는 중간장기의 강약배열을 독창적으로 구별하고 있다. 간략하게 8체질의 종류를 보면 다음과 같다.
'간이 가장 큰 장기로 선두에서고 다른 9개 장기가 강약의 순서대로 배열되는 체질을 목양체질(Hepatonia)이라고 하며, 담낭이 선두에 서고 다른 9개 장기가 강약의 순서로 배열된 체질을 목음체질(Cholecystonia)이라고 한다. 이런 식으로 췌장이 선두에 서는 배열을 토양체질(Pancreotonia), 위가 선두에 서는 배열을 토음체질(Gastrotonia), 폐가 선두에 서는 배열을 금양체질(Pulmotonia), 대장이 선두에 서는 배열을 금음체질(Colonotonia), 신장이 선두에 서는 배열을 수양체질(Renotonia), 방광이 선두에 서는 배열을 수음체질(Vesicotonia)이라 부른다.

### 체질의 유전[9]
체질은 부모로부터 자녀로 유전된다. 목(木)체질의 부(父) 또는 모(母)에서 목양 또는 목음체질이 유전된다. 예를 들어, 목양체질과 금양체질인 부모 사이에서는 목양, 목음 또는 금양, 금음체질이 유전되며. 부모가 모두 토(土)체질인 경우는 오직 토양 또는 토음체질만 유전된다. 경우에 따라 자녀들이 모두 어느 한쪽 체질만 닮는 경우도 볼 수 있으나, 금(金)과 목(木)이 자연스럽게 교차되는 편이다. 어떤 경우든 체질의 유전성은 항상 분명하게 나타나며, 결코 벗어나지도 섞이지도 않는다.

### 사상체질과 8체질의 차별성
사상(四象)의학과 8체질 의학은 권도원에 의하면 완전히 다른 체계를 의미한다. 상(象)이라는 유형과 8가지 독립된 개성은 주관과 객관의 차이처럼 언어적 구별을 필요로 한다. 따라서 8체질을 8상체질 또는 팔상체질(八象體質)이라고 이름하지 않는다. 고유한 체질적 개성을 체질명칭으로 분명하게 구별한다.  고대 중국의 장중경(張仲景·150~219)이 태음증, 태양증, 소음증, 소양증, 양명증, 궐음증 등 6가지 처방을 기록한 책을 냈고 후에 이를 연구한 조선 후기 한의학자 이제마(李濟馬)가 실험을 한 후 양명증과 궐음증을 빼고 네 처방을 모아 《동의수세보원(東醫壽世保元)》을 써서 사상의학이 태동하였는데, 사상의학은 체질보다 증상에 따른 처방을 논하고 있다. 소음증 약이 듣는 사람을 소음체질, 태음증 약이 듣는 사람을 태음체질로 보는 것이다. 처방에 따라 사람을 구분하는 것이 사상의학이다. (권도원선생님의 인터뷰상에서 본인의 생각을 이야기하신 것 같다.-동의수세보원에 보면 각체질에도 태양병,양명병,태음병,소음병은 존재한다. 양명병과 궐음병 또한 빼지 않았다. 각 병에 대해서 어느병은 주로 어느체질에 많고 무슨병은 무슨인병이렇게 쓰고 있고 사상의학에서도 그병들을 같이 치료한다.) 그러나 중의학에서 갖가지 질병에 따라 체질의 개념을 적용하는 것과 비교한다면 4상으로 사람의 체질을 볼 수 있게 되었다는 점에서 최초의 체질의학으로 구분할 수 있을 것이다. 그러나 8체질의학은 장부의 강약배열에 따른 체질을 먼저 구별하고 체질에 따라 같은 병이라도 약리와 침리를 달리한다는 점에서 전혀 다른 차원의 의학이 된 것이다. 따라서 8체질은 만인 만체질 식으로 더 나눌 수도 없고 변경할 수 없는 고유한 개성의 독립된 체질개념을 바로 세운 것이다. 그런데 임상적으로 4상 체질과 8체질의 이해는 유사한 범위를 공유하게 된다.  예를 들어 금양체질과 금음체질이 사상체질에서 태양인으로 이해되는 것과 유사한 인식을 공유하게 된다. 그렇지만 태양인으로 이해하는 금양과 금음체질은 전혀 다른 두 체질로서 개성도 다르고 치료방법도 다른 별개의 체질이라는 데에서 4상체질과는 완전히 구별된다.

## 8체질의학의 적용
8체질의학에서는 동서양을 막론하고 사람의 체질에 따라 평생 동안 섭생을 다르게 해야 한다고 말한다. 대표적인 예를 들면, 水체질의 더운 성분의 음식과 土체질의 찬 성분의 음식, 木체질의 육식과 金체질의 채식이 체질에 따라 유익함과 해로움이 다르다는 것이다. 채식만 해도 木체질의 뿌리채소와 金체질의 잎채소로 분류되어 구체적으로 구별된다. 이 외에도 밀가루, 생선, 견과류 등에서 체질별로 해롭거나 유익한 것으로 분류되고 있다. 또한 음식 뿐만 아니라, 주거환경이나 의복, 안경 렌즈의 색깔도 체질에 따라 분류한다. 운동과 취미도 체질에 따라 다르며, 특기와 기술, 심지어 배우자의 인연도 체질에 따라 고유한 선천적 능력과 취향이 다르게 나타난다고 보고 있다. 세계적인 올림픽 선수들의 경우 8체질에 따라 이미 기량이 결정된다고도 설명되는 것이다. 포도당이나 포도당 주사, 포도주만 하더라도 관련 글들을 보면 목양체질과 목음체질에 매우 해롭다는 예가 소개되기도 한다.
8체질의학에서 치료법은 체질을 구분하는 장부간의 생리적인 적불균형이 병리적인 과불균형으로 된 것을 다시 적불균형으로 복귀시키는 것이다. 그러므로 8체질의 치료는 대증치료가 아닌 원인치료인 것이며, 병리에서 말한대로 같은 병이라도 각 체질별로 그 원인이 다르므로 치료법 역시 달라야 하며 같은 체질 안에서도 병증에 따라 치료법이 다르고 보통 염증, 궤양, 세균성, 바이러스성, 경화, 종양의 치료가 다 달라 일반적인 치료 개념과는 전혀 다른 개념의 세계가 되는 것이다. 그러나 약물로는 8체질 병리의 복잡성에 대응할 방법이 없어 전혀 새로운 침법으로 개발한 것이다. 8체질침법은 오수혈에서 장부의 적불균형을 이루는 보사를 도모한다.

### 8체질의 판별 방법
체질을 알아내는 방법은 손목 요골동맥(撓骨動脈, radial artery)에서 8체질의 고유한 선천적인 '조우 상을 이루는 8쌍의 맥상(Pulse formations)들' 찾아 맥의 파형을 세 개의 손가락 끝으로 감지함으로써 판별할 수 있다. 물론 체질의 구별은 이후 좀 더 쉬운 판별법을 개발하기 위해 노력하고 있다. 가령, 기계를 도입하는 연구가 진행 중에 있다. 그러나 경혈의 생기를 측정하고 치료 보사하는 데에 기계의 반응은 한계를 가질 수 밖에 없다. 오감을 동원하는 맥진은 변수가 따르는 숙련된 경험을 바탕으로 주관적 해석을 동반해야 하기 때문에 더욱 정교하고 정확한 판별방법이 필요하다.
이 외에도, 8체질의학에 기초하여 응용된 또 다른 방법으로 두 개의 손가락에서 오수혈과 연결되는 경락혈을 찾아 자석의 극성으로 보사를 도모하고 그에 따른 생기를 측정함으로써 체질을 알아내고 찌르는 침을 대체하는 수경요법이라는 응용 판별과 치료법이 대두되기도 하였다. 수경요법에서 한 걸음 더 나아가 체질판별을 위해 '사진판별법'이 개발되어 시험적으로 운용되고 있다. 검증이 필요한 부분이나 체질의학의 종주국으로서 판별의 정확도를 보장하기 위한 체질판별법 개발의 중요한 시도로서 살펴 볼 필요가 있다. 이것은 신체의 경락경혈이 사진을 통해서도 자석으로 생기를 측정할 수 있게 되었다는 데 요점이 있다.

### 8체질의 간략한 특징과 섭생
창시자 권도원박사의 8체질섭생법을 중심으로 살펴본다. 많은 사람들에 의해 조금씩 상이한 주장이 제기되고 있지만 권도원의 8체질론을 우선적으로 참조하면서 후대의 검증결과를 토대로 조심스럽게 수정해야 할 것이다. 동틴암연구소에서는 체질별 음식의 분류를 지속적으로 비교하면서 결과를 도표화 보관됨 2022-11-22 - 웨이백 머신하여 제시하고 있다. 아래 제시하는 섭생표는 창시자가 직접 임상치료를 도모하였던 신당동 제선한의원에서 체질별로 제공하던 기본 섭생표의 내용이다.
| 수양체질 -신>폐>간>심>췌 | |
| 당신이 추운 계절에 더 건강한 것은 체질적으로 땀을 많이 흘리면 안되는 체질이기 때문이므로 냉수욕이나 냉수마찰을 즐기는 것이 땀을 방지하는 유일한 건강법입니다. | |
| 해로운 것 | 유익한 것 |
| 보리, 팥, 오이, 돼지고기, 생굴 및 어패류, 복요리, 감, 참외, 딸기, 바나나, 파인애플, 맥주, 얼음, 비타민 A, D, E, 구기자차, 영지버섯, 아말감, 반신욕            | 현미, 찹쌀, 개고기, 닭고기, 염소고기, 쇠고기, 미역, 다시마, 계피, 생강, 파, 겨자, 후추, 고추, 참기름, 감자, 사과, 망고, 귤, 오렌지, 토마토, 인삼, 벌꿀, 대추, 비타민 B군, 산성수, 붉은색 안경 |

| 토양체질 - 췌>심>간>폐>신 | |
| 당신의 건강은 조급한 성품과 직결되므로, 항상 여유있는 마음으로 서둘지 않는 것이 건강법입니다. 체질적으로 강한 소화력을 가졌으나 체질에 맞지 않는 음식은 피해야 합니다. 술과 냉수욕은 해가 많습니다. | |
| 해로운 것 | 유익한 것 |
| 닭고기, 개고기, 염소고기, 현미, 미역, 다시마, 사과, 귤, 오렌지, 망고, 토마토, 인삼, 감자, 벌꿀, 비타민 B, 고추, 생강, 파, 참기름, 대추, 부자, 소화효소제, 붉은벽지, 냉수욕                          | 보리, 쌀, 계란, 밀가루, 팥, 돼지고기, 쇠고기, 모든 채소, 대부분의 바다생선, 복요리, 민물고기, 배, 참외, 수박, 멜론, 딸기, 바나나, 비타민 E, 얼음, 구기자차, 영지버섯, 두릅, 아말감, 반신욕, 검은색안경 |

| 수음체질 - 방>담>소>대>위 | |
| 온도적으로 그리고 질적으로 냉한 음식을 먹으면 당신의 냉한 위가 더욱 냉각되어 모든 불건강과 불안 속으로 이끌려 마침내는 위하수가 됩니다. 그러므로 이 체질의 건강 제1조는 '소식'하는 것과 더운 음식을 취하는 것입니다. | |
| 해로운 것 | 유익한 것 |
| 보리, 팥, 오이, 돼지고기, 계란, 복요리, 모든 어패류, 감, 참외, 바나나, 딸기, 청포도, 맥주, 얼음, 초콜릿, 모든 냉한 음료 및 음식, 비타민 E, 아말감, 담배, 반신욕                                                      | 현미, 찹쌀, 감자, 옥수수, 참기름, 미역, 다시마, 닭고기, 염소고기, 개고기, 쇠고기, 후추, 겨자, 계피, 고추, 카렉, 파, 생강, 사과, 귤, 오렌지, 토마토, 망고, 인삼, 대추, 벌꿀, 산성음료수, 눌은밤, 비타민 A, B, C, D, 붉은 색안경 |

| 토음체질 -위>대>소>담>방 | |
| 약이나 음식의 부작용으로 인해 소화장애가 나기 쉬운 체질이므로 주의를 요하며, 음식은 늘 시원하고 신선한 것을 취하는 것이 유익합니다.                                                      | |
| 해로운 것 | 유익한 것 |
| 현미, 찹쌀, 닭고기, 쇠고기, 개고기, 염소고기, 겨자, 후추, 고추, 계피, 카레, 생강, 파, 사과, 귤, 오렌지, 망고, 토마토, 다시마, 미역, 인삼, 대추, 벌꿀, 비타민 A, B, D, 페니실린, 술, 담배 | 보리, 쌀, 팥, 녹두, 오이 및 대부분의 푸른채소, 모든 바다생선 및 패류, 복요리, 돼지고기, 수박, 감, 참외, 파인애플, 포도, 딸기, 바나나, 얼음, 초콜릿, 비타민 E, 아말감, 푸른색 안경 |

| 금양체질 -폐>췌>심>신>간 | |
| 당신이 무슨 약을 쓰던지 효과보다 해가 더 많고 육식 후에 몸이 더 괴로워지는 것은 체질적으로 간기능이 약하기 때문이므로 채식과 바다생선을 주식으로 하고, 항상 허리를 펴고 서는 시간을 많이 갖는 것이 건강의 비결입니다. 일광욕과 땀을 많이 내는 것을 피하십시오.                                                                                              | |
| 해로운 것 | 유익한 것 |
| 모든 육식, 고래고기, 모든 민물고기, 커피 및 차류, 인공조미료, 가공음료수, 밀가루, 수수, 호박, 고추, 마늘, 토란, 연근, 버섯, 설탕, 율무, 기타 근채류, 메주콩, 검정포도, 밤, 사과, 배, 멜론, 은행, 녹용, 인삼, 모든약물, 비타민 A, B, C, D, 아스피린, 알칼리성 음료, 금니, 금주사, 아트로핀주사, 술과 담배, 더운 목욕, 등산, 컴퓨터 과용, 숲속 주거, 페니실린 | 모든 바다생선, 게, 조개류, 쌀, 보리, 메밀, 팥, 녹두, 참쑥, 오이, 가지, 배추, 양배추, 상추, 기타 푸른채소, 고사리, 젓갈, 포도당, 코코아, 초콜릿, 바나나, 딸기, 복숭아, 체리, 감, 참외, 모과, 얼음, 산성수, 포도당주사, 심호흡운동은 내뱉는 숨을 길게, 물가나 평지 산책, 비타민 E, 푸른색안경 |

| 목양체질 -간>신>심>췌>폐 | |
| 당신이 건강할 때는 귀찮도록 땀이 나고 쇠약할 때는 되려 땀이 없으며 무슨 방법으로든지 땀만 흘리면 몸이 가벼워지는 것을 느끼는 것은 체질적으로 땀이 많이 나야 하기 때문이오니, 항상 온수욕을 즐기는 것은 좋은 건강법이 될 것입니다. 등산이 좋고, 말을 적게 하는 것이 좋습니다. 당신의 혈압은 일반 평균보다 높은 것이 건강한 상태입니다. | |
| 해로운 것 | 유익한 것 |
| 모든 바다생선 및 패류, 날배추, 포도당, 코코아, 초콜릿, 메밀, 고사리, 감, 모과, 체리, 청포도, 수영, 포도당주사, 푸른벽지, 담배, 아말감, 비타민E | 모든육식, 쌀, 메주콩, 밀가루, 수수, 모든 근채류(무우, 당근, 도라지, 연근, 토란), 커피, 우유, 마늘, 호박, 버섯류, 설탕, 민물장어, 미꾸라지, 메기, 알칼리성음료, 배, 사과, 수박, 모든 견과류(호두, 밤, 잣), 녹용, 인삼, 비타민 A, B, C, D, 금니, 금주사, 아스피린, 등산, 심호흡 운동은 들이마시기를 길게, 붉은색안경 |

| 금음체질 -대>방>위>소>담 | |
| 이 체질의 건강 제1조는 모든 육식을 끊는 것이고, 제2조는 약을 쓰지 않는 것이며, 제3조는 화내지 않는 것이다. 혹 근육 무력증이 있을 때에는 더욱 주의하고 항상 온수욕보다 냉수욕을 즐겨야 한다.                                                                                                | |
| 해로운 것 | 유익한 것 |
| 모든 육식, 고래고기, 마늘, 녹용, 민물고기, 커피, 인공조미료, 밀가루, 수수, 메주콩, 우유, 설탕, 율무, 배, 사과, 멜론, 밤, 잣, 은행, 모든 근채류, 버섯류, 토란, 비타민 A, C, D, E, 아스피린, 알칼리성 음료, 금주사, 아트로핀 주사, 더운 목욕, 등산, 컴퓨터 과용, 숲속 주거, 반신욕, 페니실린 | 메밀, 쌀, 포도당, 모든 바다생선과 게, 패류, 모든 푸른채소, 오이, 고사리, 김, 젓갈, 포도, 복숭아, 감, 앵두, 파인애플, 딸기, 파, 겨자, 생강, 후추, 코코아, 초콜릿, 산성수, 오가피, 수영, 심호흡운동은 내뱉는 숨을 길게, 노랑색안경(알색) |

| 목음체질 -담>소>위>방>대> | |
| 하복부가 불편하다면 바로 다리가 무겁고 허리가 아프고 통변이 고르지 못하여 정신이 우울하고 몸이 차고 때로 잠이 안드는 원인이 되는 대장의 무력때문입니다. 그러므로 항상 아랫배에 복대를 하여 따뜻하게 하는 것이 좋습니다. 알콜 중독에 걸리기 쉬운 체질이므로 술에 대한 각별한 주의가 필요합니다. | |
| 해로운 것 | 유익한 것 |
| 모든 바다생선 및 패류, 술, 날배추, 메밀, 고사리, 코코아, 초콜릿, 청포도, 체리, 감, 모과, 포도당, 인삼, 오가피, 냉수욕 (주방가스, 숯불화로 옆 취식) | 쇠고기, 돼지고기, 쌀, 대두콩, 밀가루, 수수, 모든 근채류, 커피, 우유, 율무, 마늘, 호박, 버섯류, 설탕, 견과류, 민물장어, 미구라지, 알칼리성음료, 배, 멜론, 녹용, 비타민 A, B, C, D, E, 금니, 금주사, 심호흡 운동은 들이마시기를 길게, 붉은색 안경 (혈액순환개선제=땀,숨찬운동) |

### 8체질의학과 질병
8체질의학은 질병의 원인을 병균 그 자체가 아니라 유전적 특질, 환경, 그리고 식습관이나 생활습관에서 기인한다고 본다.체질에 따른 섭생이 질병이 되는 원인은 약한 장기를 보하는 음식이 선천적 기호가 되는데, 이를 따르지 않고 강한 장기를 보하는 음식을 섭생함으로써 장부간의 조화가 깨져 심한 불균형 상태에 이르게 되어 몸의 면역력이 저하되고 자율적 조정능력이 상실되면서 병에 이르게 된다는 것이다. 이러한 원리에서 8체질의학에서 강조하는 것은 체질에 따른 내 몸에 맞는 적절한 체질적 편식이 필요하다는 것이다.

### 체질병리[13]
후천적인 과불균형이 체질병리의 형성과정이다.
폐를 강하게 타고난 금양, 금음 체질은 강한 폐가 그 좋은 공기 때문에 더욱 강해져서 상대가 되는 길항장기를 약화시켜 병을 만들고, 기거하는 방에 차 있는 공기도 그것이 어느 방향에서 온 공기냐에 따라 병이 되기도 하고 유익하기도 하다는 것이다. 동쪽에서 오는 바람은 땅속에서 움이 트게 하는 힘을 가졌고, 남쪽에서 오는 바람은 식물이 우거지게 하며, 서쪽에서 오는 바람은 열매가 익게 하고, 북쪽에서 오는 바람은 잎이 떨어지게 하는 그 힘들이 사람의 체질에서도 서로 다르게 작용하는데, 그것은 각 방향의 공기가 인간 장기와 관계가 있기 때문이다.
이와 같은 체질 병리의 형성 또한 체질에 따라 다르게 나타나는데 위병을 예로 든다면, 목양체질은 간과 췌장간의 불균형에서 위병이 생기고, 금음체질은 폐와 심장간의 불균형에서, 토양체질은 신장과 심장간의 불균형에서, 수음체질은 췌장과 간과의 불균형에서 위병이 생긴다는 것이다. 그리고 같은 음식을 먹고 병이 생기는 사람과 되려 병이 낫는 사람이 있는가 하면 같은 약으로 효과를 보는 사람과 되려 악화가 되는 사람이 있는 것도 그것들이 각 체질의 장기 배열과의 관계가 다르기 때문이며, 각 체질에는 다른 체질에서는 볼 수 없는 그 한 체질만의 특유질환도 있다.
예를 들면, 목양체질은 본태성 고혈압의 체질로 80 / 170 정도의 고혈압은 병이 아닌 그의 건강한 상태인 것이다. 다른 병증이 없는데 그것을 떨어뜨릴 때 되려 건강을 잃고 힘이 없어 활동할 수가 없게 되며, 나중에는 혈전중풍으로 우측을 못쓰고 언어 장애가 오게 된다. 물론 이것은 목양체질만의 경우이고 다른 체질에 있어서의 이런 혈압의 상태는 고혈압의 위험 상태인 것이다. 물론 목양체질도 혈압이 200을 넘으면 주의를 해야하며, 이 체질의 뇌출혈의 경우는 왼쪽을 못쓰게 되나 언어는 대개 괜찮다.
목음체질은 죽어가면서도 술만 찾는 심한 알코올중독에 잘 걸리는 체질이다. 다른 체질이 술을 과음하면 병이 생길 수는 있으나 목음체질 같은 중독자가 되지는 않으며 알코홀릭은 바로 목음체질이라는 신호이기도 하다.
금양체질의 경우, 아토피성 피부병이 이 체질밖에 다른 체질에서는 볼 수 없는 특유의 불치병으로, 낫는 방법 하나가 있는데 육식을 완전히 끊는 것이다. 그리고 골수성 백혈병 또한 이 금양체질의 병이다. 그러나 최초의 태동적 이러한 분류는 아토피의 다양한 증상과 복합적 원인에 따라 다른 체질에도 유사한 양상으로 아토피에 대한 체질적 적용을 확장하는 추세이다. 그리고 고질적 피부병의 제반 증상을 아토피라는 개념으로 정의하고자 하기 때문에 아토피의 다양한 증상 다양한 체질적용이 이루어지기도 한다. 체질적 최초의 분류 적용은 체질의학의 발전과 더불어 일부 수정될 수 있으며 임상적 확대해석이 필요해지기도 한다.  실제 피레토의학에서는 가려움증의 반복질환을 아토피라고 명명하기도 한다. 따라서 아토피성 피부염이라는 표현 중에 아토피라는 개념은 고유명사로서 인식된다기 보다는 일반적 피부질환의 개념으로 혼용되고 있기 때문에 아토피의 체질상관성은 금양체질에만 국한되지 않게 된다는 의미를 갖는다.  아토피성 피부질환 농가진(Impetigo)의 경우는 금양체질보다 일부 목음체질과 더불어 금음체질의 경우 더 많은 예가 드러나는 것으로 의심되고 있다.  이러한 체질적 질병에 대한 상관성은 다른 체질의 질병에 관해서도 연구와 임상을 통해 보완되어야 할 부분으로서 참조되어야 할 것이다.
금음체질은 파킨슨병에 걸리는 체질이다. 이 체질이 육식을 과하게 하므로 이 파킨슨병과 치매에 걸리지만 금양체질처럼 아토피 또는 골수성 백혈병에는 걸리지 않는다.
토양체질의 특유병은 백납병이며 이유 없는 건강한 불임증도 이 체질의 경우이다.
수양체질의 어린아이에게서 흔히 보는 일사병과 그리고 건강하면서 매일 변을 못 보는 상습 변비도 다 이 수양체질의 특유증이다.
수음체질의 특유병은 앞에서도 언급한 바 있는 위하수증과 그리고 임파구성 백혈병도 이 체질의 특유병이다.
권도원에 따른 체질병리는 체질별 구별이라는 면에서 양의의 병리적 임상에 유전적 장애를 예견할 수 있는 선도적 안목을 제시하게 된다. 체질유전과 병리 유전이 상관관계를 갖기 때문이다. 예를 들어, 삼성가의 유전질환으로 알려진 샤르코 마리 투스라는 유전질환은 후대의 판별역학에 따라 수음체질의 질병으로 분류되기도 한다. 보다 구체적 임상의 확인이 필요하지만 체질적 접근은 새로운 방식의 병리이해를 도모하게 된다. 이렇게 체질을 질병과 비교하여 분류해나가면 모든 질병과 체질의 상관성을 가장 근접하게 연결하여 체질적 섭생과 치료를 적용하여 새로운 한의학적 질병관리를 개척해 나갈 수 있다. 보관됨 2016-08-22 - 웨이백 머신 물론 이것은 인류의 숙원이 되는 과제로 체질의 판별의 정확성을 보장할 체계를 요구하는 데 근간이 있다. 이에 대한 끊임없는 연구가 필요하다. 체질의 적용은 누구나 쉽게 체질을 판별할 수 있게 될 때 대중화되어 면역력을 높이고 질병에 대한 근원적 예방에 관심을 돌리게 될 것이다. 이것은 어느 누구 한 사람의 개인에 귀속될 수 없고 보다 많은 사람들이 체질에 관심을 갖고 연구할 때 이루어질 것이다.

### 체질치료(8체질침법)
8체질의학적 치료법을 한마디로 말하면 생리적인 적불균형이 병리적인 과불균형으로 된 것을 다시 적불균형으로 복귀시키는 것으로 8체질의 치료는 대증치료가 아닌 원인치료이며, 병리에서 말 한 위병이라도 각 체질별 원인이 다르므로 치료법 역시 달리 적용한다. 같은 체질 안에서도 위염, 장염, 간염별로 치료법이 다르고 보통 염증, 궤양, 세균성, 바이러스성, 경 화, 종양의 치료가 다 달라 일반적인 치료 개념과는 전혀 다른 개념의 세계가 된다. 보관됨 2016-09-24 - 웨이백 머신 그러나 약물로는 8체질 병리의 복잡성에 대응할 방법이 없어 전혀 새로운 방법으로 8체질침법을 개발하였다. 인간의 장기들이 눈에 보이지 않는 고유한 factor를 만들어 장기간에 서로 돕는 supporter가 되기도 하고 서로 견제하는 antagonist가 되기도 하는데, 그것을 눈에 보이지 않는 경락(meridian)을 통하여 제2역할을 조절하는 치료법으로 주관절(?關節)에서 손끝까지, 그리고 슬관절(膝關節)에서 발끝까지의 경락에서 이를 계산하여 factor들을 자유자재로 사(suppress)하거나 보(promote)하여 만병을 다루게 된다. 그러나 체질 감별과 병리 계산이 맞으면 현저한 효과가 나지만 조금만 틀려도 부작용이 따르는 5000년 침 역사에서 처음 만들어진 치료법이다.
8체질침법(體質鍼法)의 체질침처방은 한의사 권도원의 독창적 발견에 의해 만들어졌는데 상한방(傷寒方)이나 사상체질의학의 약리 중심적 치료원리와 다르고 기존의 舍岩鍼法 등과도 경락의 해석과 운용 상에 현격하게 차이를 보이는 반복 자침(刺針)의 수리(數理) 이론 체계를 갖고 있다. 경락(經絡)과 장부(臟腑)의 음양오행(陰陽五行) 개념을 다르게 해석하고 수리적으로 공식화하여 적용한다. 8체질침법은 질병에 따라 기본방(基本方), 장계염증방(臟系炎症方), 부계염증방(腑系炎症方), 살균방(殺菌方), 활력방(活力方) 및 정신방(精神方) 등 일정한 처방으로 치료하는데 같은 처방이라도 사용하는 경혈은 체질별로 다르게 적용된다. 보관됨 2016-09-10 - 웨이백 머신

### 8체질의 대중화
제도권 한의학계에서 2006년 이후 8체질의학을 전문으로 하는 석사학위(4편)와 박사학위 논문(3편)이 나오고 있으며, 8,800여개의 전국 한의원(2012년말 보건복지부 통계, 한의사 13,925명) 중에 8체질전문한의원을 표방하는 곳도 110여 곳에 이른다. 예방의학을 표방하는 차움의원은 사상체질 대신 8체질의학을 도입하여 국내외 유명인들을 회원제로 관리해주며 중국 북경에 '차움 시스템'을 도입하였다. 또한 미국, 캐나다, 뉴질랜드 등지에서 8체질네트워크 병원을 운영하는 국내 유명 한의원들이 활발하게 움직이고 있다.

#### 8체질 감별법 확장 개발의 과제
요골동맥(radial artery)에 감추인 8체질의 싸인( Sign)들을 찾아내어 조우 상을 이루는 선천적인 8쌍의 맥상(Pulse formations)들을 비교하여 평생 변하지 않는 체질을 찾아낸다. 이 방법은 권도원이 8체질론을 주창하면서 체질을 판별하는 근거가 되며 그의 저술 '8체질의학론 개요' 보관됨 2016-09-24 - 웨이백 머신에 잘 나타나 있다. 그러나 주관적 해석에 따르는 잘못된 체질판별이라는 위험적 요소가 남아 있다. 이에 대해 여러 가지 방법들이 8체질을 연구하는 한의사들과 또는 아마츄어 전문가들로부터 시도되고 있다. 실제 권도원은 맥진법의 미완에 대해 다음과 같이 소회하고 있다.

##### 체질맥진의 불완전성에 대한 권도원의 회상
'일찍이 1965년 국제학회에서 이러한 8체질론을 발표한지 50년이 가까워오는 오늘에 이르기까지, 내 자신이 8체질론에 대한 공개 강연이나 발표를 미루어 온 것은 아직 누구나가 할 수 있는 쉽고 정확한 체질 감별법을 발견할 수 없었기 때문이다. 현재 내가 사용하는 감별법은 내 자신의 연구로 발견한 인간 요골동맥(撓骨動脈)에서 피검자의 체질의 싸인(sign)을 찾는 것인데, 이 또한 쉽지 않아 오진하기 쉬우므로 누구나가 쉽게 사용할 수 있는 과학적인 방법을 국내외 연구진에 의뢰하여 보았으나 이렇다 할 성과가 없으므로 최후의 방법으로 나의 감별법에 의하여 판단된 8체질 중 같은 체질들에서 동일점을, 그리고 서로 다른 체질들에서 차이점을 과학적으로 찾아내는 방법을 알아보고 있는 중이다.'

##### 비제도권의 체질판별법 연구와 개발
전통 맥진법 외에 현재 비제도권에서 개발된 대표적인 방법으로 침 대신 자석으로 8체질을 판별하고 보(S극) 사(N극) 작용을 응용하여 치료할 수 있다고 보는 8체질 수경요법이 있다. 수경요법은 이종웅에 의해 창시되었고, 민간의료적 차원에서 많은 사람들이 활용하며 봉사활동으로서 유용하게 발전시키고 있다. 이종웅은 권도원의 8체질침 원리를 바탕으로 고려수지침 원리 그리고 자석의 원리를 종합하여 1995년경 수경요법을 창시하였다. 손가락 약지와 소지, 두개 손가락에서 오장육부 12개 경락의 오행혈 5개 혈자리를 찾아 정하였다. 모두 60개 혈자리를 연구 실험으로 찾아내고, 가는 막대모양의 네오디뮴 자석으로 영수보사를 통해 체질을 판별하고 환자를 무료 시술하며 자원봉사자들에게도 수경요법을 전수하여 8체질 대중화에 앞장서고 있다. 수경요법에서는 치료도구로서 수경침 또는 자석침이라고 부르는 자석봉을 조합하여 사용한다. 자석침은 8체질침법의 오수혈을 약지와 새끼 손가락에서 찾아내고 그 경혈을 찌르는 대신 자석극성을 접촉시키고 체질을 판별한 후에 수리적으로 타격하여 해당 장부를 정확하게 보사하게 된다. 이 때 상처를 내거나 피를 흘리지 않아 위생상으로 안전하고 간편하게 침의 효과를 얻는 장점이 있다.
사단법인 세계8체질자연치유협회의 체질진단법은 기본 8체질맥진을 보완할 수 있는 설문진단과 레이저조사법 그리고 칼라테이핑(어강테이핑법)을 통해 체질을 확정하고 치유하는 요법을 시행하기도 한다.
이 외에도 체질판별만을 전문적으로 도모하는 8체질 '얼굴경혈 사진판별법'이 개발되어 인체 경략의 기세를 오수혈 또는 손가락의 해당 경혈을 사람의 얼굴에서 찾아내고 얼굴사진을 통해 자석 극성으로 장부강약의 경혈값을 측정하여 여덟가지 체질을 판별하는 연구와 임상이 진행되고 있다.
자석과 경락혈의 반응의 근거로써 몸의 특정 부위에 생성되는 것으로 추정되는 생체자성나노입자(BMNPs)의 자성이 자석의 극성과 반응하는 것으로 주목하고 있다.

유전자 감별법 개발의 필요성
유전자 분석 기술의 발달로 30억개의 개인 유전자 전장검사 가격도 저렴해지면서 많은 사람들이 검사 결과를 취득하고 있다. 체질판별의 객관적 검증 수단으로서 공인된 판별 검증 장치를 마련하기 위해 유전자 검사법을 시도해 볼 수 있다. 판별의 결과와 유전자 특성의 체질별 공통사항을 연결하면 판별의 검증은 객관화 될 수 있다. 이를 위해 정확한 판별 샘플이 마련되어야 하고, 유전자 분석이 함께 이루어져야 한다. 이를 비교할 수 있는 유전자 도구 또한 유무상으로 빠르게 발달하고 있기 때문에 판별의 정확도를 주장하기 위해서는 스스로 유전자 특성 비교를 통해 체질별 고유한 유전자 변이 등을 설명할 수 있어야 한다. 유전자 변이와 질병에 대한 비교분석이 활발하게 연결되는 현실을 감안하면 체질특성과 유전자 비교 가능성도 열리고 있다. 질병과 연관되는 유전자 분석이 아직 다 알 수 없는 환경적 요인들로 인해 의료적으로 활용되기에는 부족함이 있지만, 체질적 요인 또한 환경적 주요 변수로서 활용할 여지를 배제할 수 없다.  
관련 논문
'생리학적 보고서'(Physiological Reports)라는 저널에 실린 김창근 박사의 유전자형 비교를 통한 8체질 의학에서의 폐와 간의 우성 표현형에 대한 논문은 유전자를 통한 8체질 판별의 길을 모색하고 그 가능성을 열어 보이고 있다. 해당 논문의 제목은 'Korean eight constitution medicine의 폐와 간에 대한 우성 표현형을 가진 유전자형 프로파일의 차이'이며, 김창근 박사 외 여러 저자들이 참여하였다.

##### 제도권과의 협력 문제와 의료주권
이상의 비제도권 아마츄어 활동은 나름대로의 관점에서 8체질을 접근한다는 점에서 무시할 필요는 없으나 영리나 치료에 관한 법과 제도에 따른 제약이 있고, 정식교육을 받지 않은 비전문가의 의료행위라는 점에서 조심해야 할 필요가 있다. 그러나 비제도권이라고 해서 비전문가의 등식이 성립하는 것은 아니다. 민중의술살리기 국민운동전국연합 결성 뉴스에서 보듯 민중의술이 자가 검증과 능력을 배양하여 제도권의 독점을 개선하고 민중의술을 발전시키기 위해 노력하는 점도 유의해야 한다.  8체질의학에서 비제도권 아마츄어 활동의 요점은 대부분 무상봉사의 취지(불법)로 8체질의학을 먼저 이해하고 대중화하는 데 앞장서고자 하는 의욕과 열정이다. 때로 정식 한의사의 판별과 이견으로 어긋나기도 한데, 그 이유는 권도원의 소회에서 보듯 아직 8체질판별의 정확하고 객관적 방법이 완성되지 못하였기 때문이다. 민간의료적 접근은 영리나 치료에 관한 법과 제도에 따른 제약이 있으므로 역설적으로 체질에 대한 자기 이해와 치료를 개개인이 주체가 되도록 안내하는데 방점을 두게 된다. 즉 체질섭생을 통해 병을 예방하고 장부의 균형을 도모하는 근본적 치료에 참여하게 한다. 때문에 8체질의학의 의료행위주체로서 환자 스스로가 자기 주도권을 갖고 의사의 도움을 받아 치유를 준비하는 특징을 갖게 된다. 이것은 의료주권적 인식이며 8체질을 통한 미래의학의 모델이기도 하다. 비제도권의 대체의학적, 민간의료적 활동(불법)은 전문 제도권과 민간 비제도권의 차별성을 상호 보완하게 하는 단계를 거치게 된다. 새로운 창의는 항상 제도권의 견제를 받으면서도 절제된 오류를 시험하고 개선하며 제도권의 발전에 이바지한다는 점에서 역사성을 공유하기 때문이다.

#### 8체질과 명리학의 연결
음양오행의 동양적 사상의 근간을 체질과 연관지을 수 있는 연구도 장기적인 과제이다. 체질의 장부구조가 오행적 언어를 내재하고 있기 때문이다. 임상적으로나 학문적으로 유관한 관계로서 연구와 분석에 이해가 부족할 뿐 무관하지 않다. 명리학의 오운육기 등의 운기의학 보관됨 2016-08-20 - 웨이백 머신이 음양오행의 분석을 통해 체질을 연관시켜 구별하기도 하는데, 질병의 유형을 적용하는 단계에 머물고 있다. 8체질의 정확한 구별에 이르지 못하는 것은 8체질이 정확하고 객관적 강약배열의 도식을 필요로 하기 때문이다. 이에 대해 최강장기와 두 번째 강한 장기를 명리 사주팔자의 용희신(用喜神)으로 비교 검증하여 해석해 보는 움직임이 가설적으로 성립되기도 하였다. 여기서 사주의 객관적 자료와 주관적 해석이 고도의 합리성을 담보받아야 하는 이중적 부담이 동반될 수 있고, 실제로 한의학계에서 사주명리를 인정하지 않고 있기 때문에, 제도권 내에서의 연구가 쉬이 이루어지지는 않을 것이다. 다만, 보편적 자료로서 양측 해석이 타당성에서 일치한다면, 이를 통해 역설적으로 상호 합리성이 보완될 것이다.음양오행의 분석은 칼 융의 심리학에서 동시성의 원리로 동양적 사상의 면모를 드러내기도 하는데 이에 대한 명리학자 하건충의 심리분석과 카를 융의 심리학을 분석 접목하는 노력이 명리학자 낭월에 의해 시도되기도 하였다. 이를 다시 8체질적 특성과 대비하는 가설적 작업이 시도되기도 하였다. 이러한 노력은 동양철학을 바탕으로 동서 양의의 조화를 이루는 세기적 통합을 목표로 한다. 이를 위해 8체질의학의 핵심이 되는 장부 주제의 간장과  담낭, 신장과 방광, 심장과 소장, 췌장과 위장, 폐장과 대장을 명리학의 핵심개념이 되는 십간인 乙甲(丙), 癸壬, 己(丁)戊, 辛庚과 대비하는 과제가 대두된다.

#### 8체질 특성에 따른 운동과 직업 취미의 개성적 상관성
8체질의학의 태동과 더불어 8체질특성의 바탕으로 소개된 내용을 보면 체질별로 대표 운동 종목이 언급된다.12쪽 참조. 공을 다루는 야구, 축구, 골프는 목음체질에 적합한 구기종목이며, 마라톤은 폐기운과 지구력이 강한 금음체질의 고유한 능력을 드러내는 운동이다.  이에 대해 추가적 연구와 관찰을 통해 보다 다양하고 구체적인 체질적 분류가 시도되고 있다. 보관됨 2016-09-16 - 웨이백 머신 즉 테니스의 목음체질, 장거리 달리기와 서커스 및 기계체조의 금음체질, 북극곰 수영과 고공 다이빙과 심해잠수 스쿠버 다이빙의 금양체질,  가장 잔인한 이종격투기의 제왕적 특성으로 목양체질, 눈설미가 빠르고 손목의 힘이 강한 탁구와 아이스하키와 배드민턴 그리고 검도의 토양체질, 일본에서 발달한 스모선수와 빠른 눈썰미를 보여주는 농구의 토음체질, 태권도와 양궁에 기량을 돋보이는 수음체질, 리듬체조와 같은 가벼운 동작의 균형미를 발산하는 수양체질 등 장부강약의 원리에 따른 신체발달을 적용하는 8체질의 운동적 기량은 뚜렷하게 나뉘어 진다.
이러한 8체질별 특징은 직업과도 밀접하게 관련된다. 보관됨 2016-09-16 - 웨이백 머신 심폐의 발성능력을 발휘하는 방송 아나운서와 소프라노와 지휘자, 항해 선장 그리고 건축설계사와 대목장 등의 금음체질,  성대마술사로 불리는 성우와 요들러, 좁은 공간 우주선 갭슐에 잘 적응하는 우주인, 그래픽 디자이너 또는 인쇄공으로서 전문소양을 보이는 금양체질, 교육사업팀의 정서적 적응이 완벽하며 마술가의 기질이 탁월한 목양체질, 사실탐구의 집중력이 고도로 발달하는 고고학의 목음체질, 분주하게 오가며 다양한 사람들을 만나고 영업하는 토양체질, 실물디자인과 정보산업의 탁월한 중추를 이루는 토음체질, 관상학자와 번와장 그리고 커피샾의 바리스타에 독보적인 수음체질,  프로게이머와 드론 천재, 전기노동자의 수양체질 등의 단편적 특성들은 모두 체질의 장부강약의 조화에서 우러나오는 기량이다. 이 외에도 체질적 기량의 실력을 최고도로 발휘할 수 있는 요소들은 보다 구체적인 분류를 통해 연결된다. 일반적인 개성으로서 유사한 정도에서는 체질적 구별이 모호하지만 올림픽 대회 우승과 같이 최고의 기량이 드러나는 것은 반드시 체질에 따른다.  악기를 다루는 데에서도 금음체질의 가볍고 길게 부는 플루트와  목음체질이 힘주어 부는 색소폰은 체질적 바탕에서 발휘된다. 큰북과 작은북을 누구나 두드릴 수 있지만 빠른 손목의 힘을 낼 수 있는 토양체질이 아니면 수월하게 다루기 힘든 것도 체질적 기량이 받쳐주어야 하기 때문이다. 이러한 분류는 체질판별이라는 보다 진보된 방식의 분류에 의해 시도되어야 한다. 이러한 분류가 검증의 절차를 필요로 하지만 보편적 정서를 거스르지 않는다. 체질적인 합리적 구분이 이런 경향을 예측가능케 한다. 임상적 결과를 축적하면서 앞으로 보다 세밀하게 밝혀내야 할 8체질의학의 대중적 과제이다. 이 과제는 역으로 성립할 수 있다. 즉 기량과 특징을 통해 역으로 체질을 알아내는 것이다. 과학의 시대에 여러 요소들을 종합하여 체질망이라는 이름으로 구축함으로써 한의학적 역사적 근거를 보다 간결하고 일관성있는 과학적 근거로 바꾸는 작업이 필요하다. 체질의학의 최대 과제인 판별을 과학적 자료에 대입하여 누구라도 쉽게 알아내는 방법은 체질의 유전법칙과 개인별 체질적 기량 그리고 질병의 체질 상관성을 명백하게 밝혀내는 것이다.

### 비제도권의 8체질 전문가들에 대한 현직 8체질의사의 비판
비제도권의 8체질 전문가라 자부하는 이들이 위와 같은 주장을 하기도 한다. 한의사들은 체질진단을 1차 맥진, 2차 침반응으로 확진한다. 정상적인 진료행위를 할 수 없는 구조의 비제도권 8체질 전문가들을 함부로 신뢰할 수 없는 이유가 여기에 있다. 진료를 해보지 않았기 때문에 자유롭게 인터넷 공간에, 개인 블로그에 체질에 대해 이야기할 수 있는 것이다. 진료를 하지 않기 때문에 주장할 수 있지만 다른 누구에게(환자) 검증받을 필요가 있다. 사실 제대로 8체질 임상을 하고 있는 8체질 전문가라면 절대 함부로 체질을 말하지 않는다. 체질을 안다는 것이 임상경험이 쌓이면 쌓일 수록 더욱 더 어렵기 때문이다.
마지막으로 한국의 비제도권 8체질 전문가들에게는 본인이 정말 열정이 있고 자신이 있다면 미국가서 침구사 자격증을 따서 거기서 8체질 임상을 해보는 걸 추천한다. 글로만 주장하는 것보다는 그 편이 훨씬 더 모두에게 도움이 될 것이다.

## 같이 보기
- 사상의학
- 유사과학
- 8체질 섭생표(2022.12.5. 업데이트)
- 8체질과 성씨본관 체질유전 도표 참조
- 8체질과 법정전염병과 암(cancer)의 상관성 비교표 참조
- 권우준 원장의 8체질로 보는 건강과 질환①-⑨